# Grufthotel Grabesruh
Grufthotel Grabesruh ist eine französisch-irische Zeichentrickserie für Kinder, die zwischen 2005 und 2006 produziert wurde.

## Handlung
Die Zwillinge Maggot und Fungus leben in dem Hotel ihrer Eltern, welches etwas abseits auf einem Berg liegt. Jedoch sind alle Familienmitglieder Zombies und der Koch ein Vampir. Auch die Gäste im Hotel sind mystische Figuren. Allerdings beschließen die Eltern eines Tages, Maggot und Fungus auf eine Menschenschule zu schicken und dadurch zu sehen, dass das, was für sie normal scheint, es nicht für die Menschen ist und diese viele Unterschiede im Verhalten zeigen. Eigentlich sollen die Schüler auf keinen Fall herausfinden, dass sie Zombies sind, doch bereits am ersten Tag erfährt ihr Mitschüler Sam das Geheimnis. Dieser befreundet sich aber mit ihnen und gemeinsam stellen sie sich den Höhen und Tiefen im Schulalltag.

## Produktion und Veröffentlichung
Die Serie wurde zwischen 2005 und 2006 von Alphanim in Frankreich und Irland produziert. Dabei sind 26 Folgen entstanden.
Die deutsche Erstausstrahlung fand am 10. April 2006 auf dem Disney Channel statt. Weitere Wiederholungen erfolgten ebenfalls auf ORF eins, KiKA, SF zwei und Toon Disney statt. Zudem wurde die Serie in englischer Fassung auf DVD veröffentlicht.

## Episodenliste
| Folge | deutscher Titel                                |
| 1     | Der erste Schultag                             |
| 2     | Es liegt was in der Luft                       |
| 3     | Ein Königreich für einen Klempner              |
| 4     | Auch Zombies sind stolz                        |
| 5     | Flegel im Hotel                                |
| 6     | Allerbeste Freunde                             |
| 7     | Wenn zwei sich streiten, freut sich der Dritte |
| 8     | Frau Hartleibs fixe Idee                       |
| 9     | Wahre Liebe                                    |
| 10    | Das ist nicht fair                             |
| 11    | Das Schulkonzert                               |
| 12    | Wer hat Angst vorm Schwarzen Mann?             |
| 13    | Todschick                                      |
| 14    | Der Molch                                      |
| 15    | Viele Köche verderben den Brei                 |
| 16    | Verhext                                        |
| 17    | Inspektor Fungus                               |
| 18    | Der Schüleraustausch                           |
| 19    | Der große Schluckauf                           |
| 20    | Der falsche Doktor                             |
| 21    | Schlafe, Klein-Hannes, schlaf ein              |
| 22    | Der Puppenzauber                               |
| 23    | Die McNally-Methode                            |
| 24    | Onkel Vons Experiment                          |
| 25    | Seifenblasen des Glücks                        |
| 26    | Das Klassentreffen                             |